# Rambla de Badalona

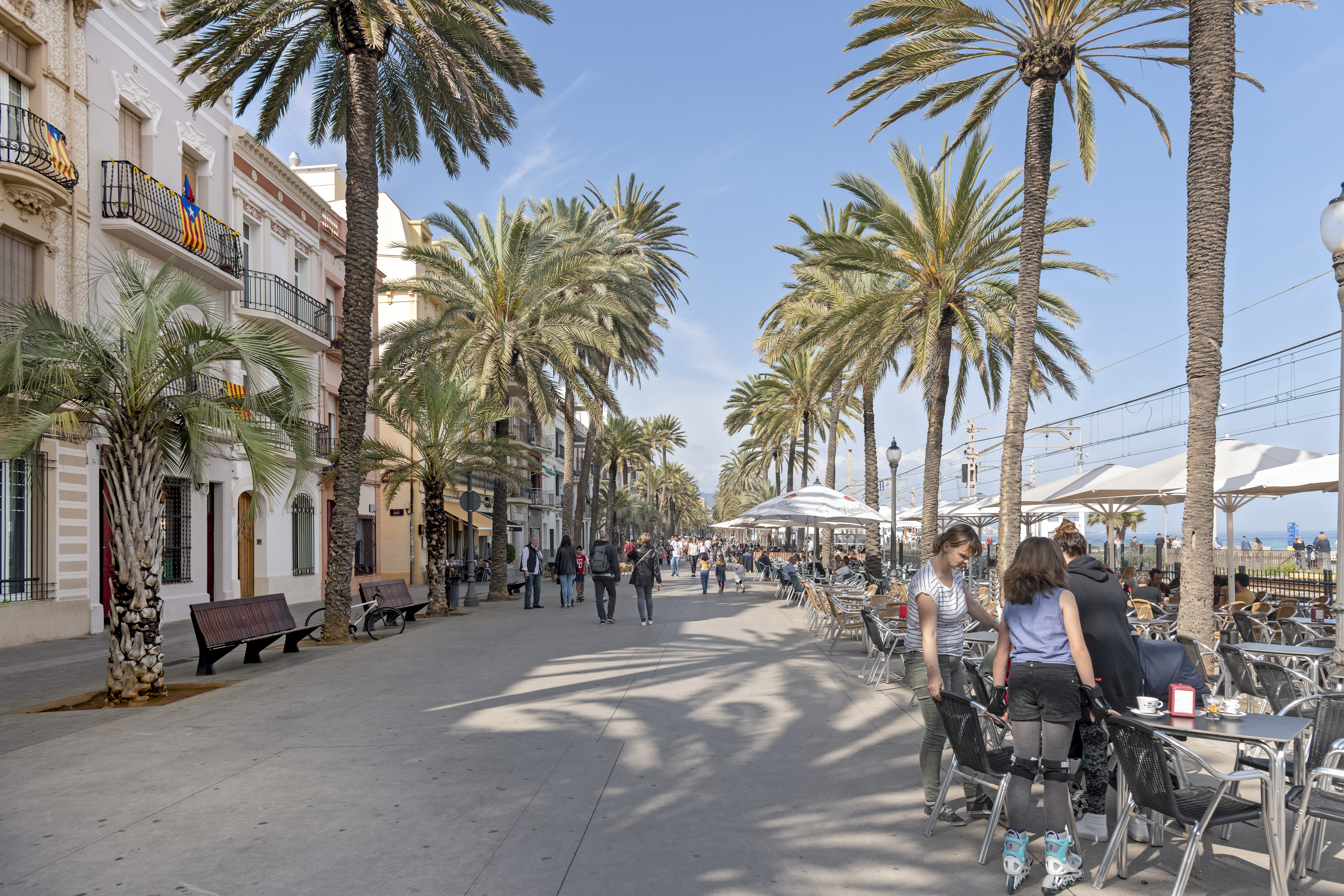
Rambla de Badalona.

La Rambla de Badalona es el paseo marítimo de Badalona. El conjunto arquitectónico está protegido como bien cultural de interés local.

## Descripción
Junto con la calle de Mar, la Rambla es una de las calles con más personalidad de la Badalona actual. Zona de paseo por definición, se desarrolla paralelamente a la playa, de la que la separa la vía férrea de la línea del Maresme, como principal obstáculo. Actualmente es totalmente una vía peatonal que discurre entre dos hileras de palmeras y sede de terrazas y todo tipo de actividades públicas.

## Historia
El espacio fue homogeneizado a finales del siglo XIX con la plantación de las palmeras, diseñado por el arquitecto municipal Francisco de Paula del Villar y Lozano. Se añadió durante un tiempo el complemento de una cascada que imitaba formas geológicas que fue eliminada durante los años 20.